# Evangelische Kirche (Habřina)

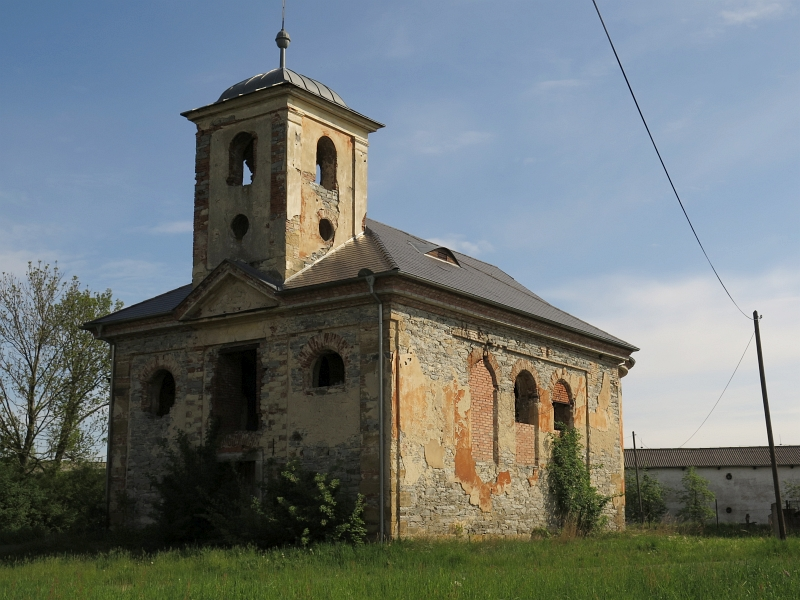
Evangelische Kirche Haber

Die Evangelische Kirche ist ein aufgegebenes Kirchenbauwerk in Habřina (deutsch: Haber), im Okres Litoměřice in Tschechien.

## Geschichte
Mit dem Erlass des josephinischen Toleranzedikts von 1781 bildete sich 1784 in Haber eine eigene protestantische Gemeinde, die in der Folgezeit zur Mutterkirche weiterer Kirchengemeinden in der Region wurde. Erst mit der Revolution von 1848/1849 im Kaisertum Österreich, die eine erste Gleichstellung des Protestantismus mit der katholischen Kirche bewirkte, konnte in den Jahren 1850 bis 1853 mit Finanzierung durch das Gustav-Adolf-Werk außerhalb des Ortes ein eigener Kirchenbau errichtet werden, der als Emporenkirche in klassizistischen Formen mit halbkreisförmiger Apsis und integriertem Turmbau entstand, die Außengliederung erfolgte durch ein flaches Lisenensystem, die Portalachse ist durch einen Dreiecksgiebel, das Glockengeschoss durch Pilaster betont. Gleichzeitig wurde ein Pfarrhaus und Schulgebäude errichtet.
Mit der Vertreibung der Deutschen aus der Tschechoslowakei wurde der Kirchenbau profaniert und nach Einbau einer Stahlbetonkonstruktion für landwirtschaftliche Zwecke genutzt. Das Bauwerk steht seit 2001 unter staatlichem Denkmalschutz, 2008 wurde die Dachdeckung erneuert.